# Dejeania atrata
Dejeania atrata är en tvåvingeart som först beskrevs av Wulp 1888.  Dejeania atrata ingår i släktet Dejeania och familjen parasitflugor.
Artens utbredningsområde är Costa Rica. Inga underarter finns listade i Catalogue of Life.